# Isole del Golfo della Jana
Le isole del Golfo della Jana  (in russo: острова Янский залив, ostrova Janskij zaliv) sono un gruppo di isole nel mare di Laptev, Russia. Amministrativamente appartengono al Ust'-Janskij ulus della Repubblica autonoma di Sacha-Jacuzia.

## Geografia
Le isole si trovano nella Golfo della Jana (Янский залив) e sono le seguenti:
- Isola Jarok (Остров Ярок), la maggiore, situata ad est degli sbocchi principali del delta della Jana.
- Isole Šelonskie (Острова Шелонские)
- Isola Makar (Остров Макар), a nord-est rispetto alle precedenti e la più lontana dalla terraferma.